# Palestina nos Jogos Olímpicos
A Palestina é representada nas Olimpíadas pelo Comitê Olímpico Palestino, e tem enviado atletas para competirem nos Jogos Olímpicos de Verão desde 1996 sob o código de países do COI, com o código PLE.
Times da Palestina participaram nos Jogos de 1996 em Atlanta, 2000 em Sydney, 2004 em Atenas, e 2008 em Pequim.
A Palestina é reconhecida como membro do Conselho Olímpico da Ásia desde 1986, e pelo COI) desde 1995.